# Adrilles Jorge
Adrilles Reis Jorge (Campos Gerais, 16 de novembro de 1974) é um poeta, comentarista político e jornalista brasileiro filiado ao União Brasil (UNIÃO). Foi eleito vereador em 2024 pela cidade de São Paulo.

## Carreira
Adrilles Jorge é formado em jornalismo pela Pontifícia Universidade Católica de Minas Gerais (PUC-MG). Atuou profissionalmente como repórter, editor, produtor de televisão, revisor, redator e colunista. Contudo, Adrilles somente ganhou projeção nacional aos 40 anos de idade, após participação na décima quinta edição do programa de TV Big Brother Brasil, veiculado pela Rede Globo de Televisão.
Ao longo da realização deste programa, Adrilles protagonizou cenas polêmicas, incluindo uma ocasião na qual chamou outro participante do reality show de "bandidinho". Após o conflito, ele procurou o colega e pediu desculpas por ter se exaltado. Posteriormente ao programa, foi o único participante a ter mantido uma relação de amizade com Pedro Bial, apresentador da atração por 14 anos.

### Jovem Pan
Após sua participação no Big Brother Brasil, sua postura repleta de opiniões conservadoras motivou o surgimento de uma proposta para atuar como comentarista político na Rádio Jovem Pan. Passou então a participar como comentarista dos programas Morning Show e Pânico, nos quais era encarado como um representante da direita, se tornando bastante notório por emitir suas opiniões conservadoras, repletas de críticas aos militantes da esquerda do espectro político.  
Na Rede Jovem Pan, Adrilles tecia ferrenhas críticas à imprensa brasileira, especialmente em relação à forma como alguns veículos abordam assuntos relacionados ao presidente Jair Bolsonaro. Também se mostrava veementemente contrário à disseminação de ideias relacionadas à adoção de linguagens baseadas em gênero neutro.
Em 9 de fevereiro de 2022 foi anunciado seu desligamento desta emissora, após um aceno de despedida com a mão feito por Adrilles ter sido interpretado por alguns internautas como similar à saudação nazista sieg heil, utilizada no período do Terceiro Reich alemão. Tal fato, ocorrido durante a transmissão de um programa no então recém fundado canal de TV Jovem Pan News, durante um debate sobre a polêmica gerada pelo youtuber Monark por defender o direito à existência de um partido nazista no Brasil em entrevista do podcast Flow com Kim Kataguiri e Tabata Amaral.
No entanto, Adrilles nega que o tenha feito, afirmando que houve um corte do vídeo e que estava sofrendo uma perseguição por partidários de um movimento social que classifica como pertencente à "cultura do cancelamento". Adrilles foi indiciado pelo Ministério Público de São Paulo. Quarenta dias após o ocorrido, a rede Jovem Pan anunciou sua recontratação, voltando a participar do programa Morning Show e outras atrações da emissora.

### Política
Em 2022, aos 47 anos de idade, Adrilles Jorge decidiu pedir demissão de seu posto de comentarista político na rádio Jovem Pan, com o objetivo de  lançar sua candidatura ao cargo de deputado federal pelo PTB, declarando-se um candidato a favor da liberdade de expressão.
Presente nos bastidores do primeiro debate entre os presidenciáveis das eleições de 2022, participou de uma discussão com o então deputado federal André Janones,  a qual culminou no fato de Janones ter proferidos severas ofensas ao ex-presidente da Fundação Palmares, Sérgio Camargo. 
No dia 8 de novembro de 2022, teve sua conta no Twitter derrubada pela Justiça por apoiar as manifestações registradas após a vitória de Lula na eleição presidencial. Ele chamou o ato de censura e afirmou não saber porque foi bloqueado, já que não incitou golpes de estado e nem chamou pessoas para as manifestações.
Em outubro de 2024 foi eleito vereador na cidade de São Paulo, pelo partido União Brasil, tomando posse em 1 de janeiro de 2025. Ao assumir o gabinete, Adrilles relatou que a antiga usuária do espaço, a vereadora Janaína Lima, havia removido todo o mobiliário do banheiro, retirando inclusive um vaso sanitário.

## Desempenho Eleitoral
| Ano  | Eleição                | Partido | Cargo            | Votos  | %     | Resultado  | Ref    |
| ---- | ---------------------- | ------- | ---------------- | ------ | ----- | ---------- | ------ |
| 2022 | Estaduais em São Paulo | PTB     | Deputado Federal | 91.485 | 0,39% | Não Eleito | [ 29 ] |
| 2024 | Municipal em São Paulo | UNIÃO   | Vereador         | 25.038 | 0,43% | Eleito     | [ 30 ] |